# Hypoponera idelettae
Hypoponera idelettae är en myrart som först beskrevs av Santschi 1923.  Hypoponera idelettae ingår i släktet Hypoponera och familjen myror. Inga underarter finns listade i Catalogue of Life.